# Andrew Davis (dyrygent)
Andrew Frank Davis (ur. 2 lutego 1944 w Ashridge, Hertfordshire, zm. 20 kwietnia 2024 w Chicago) – brytyjski dyrygent; w latach 2000–2021 dyrektor muzyczny Lyric Opera of Chicago.

## Życiorys
Studiował grę na fortepianie w Royal College of Music w Londynie. Pobierał też lekcje gry na organach u Petera Hurforda i Pieta Kee, a w latach 1963–1967 był stypendystą w King’s College w Cambridge. Następnie studiował dyrygenturę u Franca Ferrary w Akademii Muzycznej św. Cecylii w Rzymie.
W latach 1970–1973 był drugim dyrygentem BBC Scottish Symphony Orchestra w Glasgow. W 1973 zadebiutował w roli dyrygenta operowego podczas Festiwalu operowego w Glyndebourne. Był pierwszym dyrygentem gościnnym Royal Liverpool Philharmonic (1974–1977) oraz dyrektorem muzycznym Toronto Symphony Orchestra (1975–1988). Następnie pełnił funkcję głównego dyrygenta BBC Symphony Orchestra (1988–2000) i dyrektora muzycznego Festiwalu w Glyndebourne (1989–2000), a w latach 2013–2019 był głównym dyrygentem Melbourne Symphony Orchestra. W latach 2000–2021 był dyrektorem muzycznym Lyric Opera of Chicago.
Występował gościnnie z wieloma orkiestrami o międzynarodowej renomie, w tym z Berliner Philharmoniker, Koninklijk Concertgebouworkest, Rotterdams Philharmonisch Orkest i wszystkimi ważniejszymi orkiestrami brytyjskimi. Prowadził przedstawienia w takich teatrach operowych, jak Metropolitan Opera, La Scala, londyńska Royal Opera House, na Festiwalu w Bayreuth oraz w operach w Monachium, Paryżu, San Francisco i Santa Fe.
Posiadał szeroki i eklektyczny repertuar symfoniczny, od dzieł barokowych po współczesne partytury; popiera zwłaszcza kompozytorów brytyjskich: Elgara, Tippetta, Vaughana Williamsa, Brittena, Deliusa i innych. W zakresie repertuaru operowego szczególnie był znany z interpretacji dzieł Mozarta, Rossiniego, Czajkowskiego, Janáčka i Richarda Straussa.
Obszerna dyskografia Davisa obejmuje utwory m.in. Beethovena, Liszta, Chopina, Berlioza, Masseneta, Szostakowicza, Blissa, Elgara, Graingera, Deliusa, Ivesa, Holsta. Jest laureatem nagrody Gramophone 2008 w kategorii Najlepszy Koncert za nagranie Koncertu skrzypcowego Elgara ze skrzypkiem Jamesem Ehnesem i londyńską Philharmonia Orchestra. Był dwukrotnie nominowany do nagrody Grammy: w 2012 za najlepsze wykonanie orkiestrowe I i II Symfonii Yorka Bowena oraz w 2018 za najlepsze wykonanie chóralne Mesjasza Händla.
Był komandorem Orderu Imperium Brytyjskiego (1992). W 1999 roku otrzymał tytuł szlachecki.
Zmarł na białaczkę w Chicago 20 kwietnia 2024.